# David Eddings
David Eddings (7. července 1931 – 2. června 2009) byl americký spisovatel fantasy literatury. Společně se svou ženou, Leigh, napsal několik sérií epických románů.

## Životopis
Eddings se narodil 7. července 1931 v Spokane, ve státě Washington. Vyrostl blízko Seattlu, v oblasti Puget Sound.
V letech 1954-1956 sloužil v americké armádě, v roce 1961 dokončil univerzitu v Seattlu.
Pracoval jako obchodník pro společnost Boeing a nějakou dobu učil angličtinu.
28. února 2007 Eddingsova žena Leigh (narozena Judith Leigh Schall) zemřela ve věku 69 let po opakované mrtvici. David Eddings zemřel 2. června 2009.

## Dílo

### Série Belgariad
- Pěšec proroctví (Pawn of Prophecy)
- Královna magie (Queen of Sorcery)
- Kouzelníkův gambit (Magician's Gambit)
- Věž černé magie (Castle of Wizardry)
- Divotvůrcova koncovka (Enchanters' End Game)

### Série Malloreon
- Strážci Západu (Guardians of the West)
- Král murgů (King of the Murgos)
- Pán démonů z Karandy (Demon Lord of Karanda)
- Darshivská čarodějnice (Sorceress of Darshiva)
- Věštkyně z Kellu (The Seeress of Kell)

### Texty spojené s Belgariad a Malloreon
- Čaroděj Belgarat: Soumrak a Úsvit (Belgarath the Sorcerer)
- Kouzelnice Polgara: Rivanský trůn a Královna věků (Polgara the Sorceress)
- Rivanský kodex (The Rivan Codex)

### Série Elenium
- Diamantový trůn (The Diamond Throne)
- Rubínový rytíř (The Ruby Knight)
- Safírová růže (The Sapphire Rose)

### Série Tamuli
- Plamenné chrámy (Domes of Fire)
- Zářící (The Shining Ones)
- Skryté město (The Hidden City)

### Série Snící
- Staří bohové (The Elder Gods)
- Zlatá bohyně (The Treasured One)
- ? (The Crystal Gorge)
- ? (The Younger Gods)

### Jiné fantastické knihy
- Althalus:

Smaragdová bohyně
Pevnost nesmrtelných
Démon temnoty (The Redemption of Althalus)

### Ostatní
- The Losers
- High Hunt
- Pláč padlých andělů (Regina's Song)